# Bpifrance
Banque publique d’investissement (literalmente [limba franceză] Banca publică de investiții, cunoscută și sub denumirea de Bpifrance, BPI Groupe S.A.) este o bancă franceză de investiții. Este o asociere comună a două entități publice: Caisse des dépôts et consignations și EPIC BPI-Groupe, fostă EPIC OSEO.
Fosta filială a EPIC OSEO, OSEO S.A., a devenit o filială a Bpifrance cunoscută sub numele de Bpifrance Financement.
Din cauza mărimii sale, banca a fost direct supravegheată de Banca Centrală Europeană.

## Filiale și interese minoritare
- Bpifrance Financement S.A. (90%) (ex-OSEO S.A.)
  - Bpifrance Régions (99%)
- Bpifrance Participations (100%) (ex-Fonds stratégique d'investissement)
  - Bpifrance Investissement (100%) (ex-CDC Entreprises)
  - Orange S.A. (împărțit cu APE ca fiind cei mai mari acționari (23.04%); restul plutesc public)[5][6]
  - FT1CI (79.2%, restul deținut de o altă agenție franceză CEA)[7]
    - STMicroelectronics Holding (50%; asociere în comun cu guvernul italian)
      - STMicroelectronics (27.6% ca fiind cei mai mari acționari; restul plutesc public)

  - Areva (3.32%)[8]
- Vallourec (7.10% ca acționari cei mai mari)[9]
- Groupe PSA (12.7%)[10]

## Legături externe
- Site web oficial